# 茲哈羅克河
茲哈羅克河（羅馬化：Zharok）是烏克蘭西部的河流，屬於茲加爾河的左支流。該河發源自佳基夫齊，流經文尼察州的文尼察區，河道全長44公里，流域面積245平方公里。